# Powiat Notsuke
Powiat Notsuke (jap. 野付郡 Notsuke-gun) – powiat w Japonii, w prefekturze Hokkaido, w podprefekturze Nemuro. W 2024 roku liczył 13 799 mieszkańców.

## Miejscowości
- Betsukai